# Кафедральный собор Порту
Кафедральный собор Порту (порт. Sé do Porto) — католическая церковь в историческом центре города Порту, Португалия. Один из старейших и самых важных местных романских памятников.

## История и архитектура
Строительство нынешнего собора Порту велось около 1110 года под патронажем епископа Хьюго и было завершено в XIII веке. Есть доказательства, что город был центром епископства свевов с V—VI веков.
По бокам собора расположены две квадратные башни, каждая поддерживается двумя контрфорсами и увенчана главкой. Фасад сочетает в себе барочный портик, витражное окно-розу под увенчанной зубцами аркой.
Узкий романский неф перекрыт цилиндрическим сводом.
Ранняя романская постройка претерпела многочисленные изменения, но в общем виде фасада по-прежнему преобладают романские черты.
Около 1333 года добавлена погребальная часовня Жуана Горду, рыцаря-госпитальера, служившего королю Динишу. Могилу украшают его памятник (лежащая фигура) и рельефы апостолов. Также от готического периода остался элегантный клуатр, построенный между XIV и XV веками во времена правления короля Жуана I, который женился на английской принцессе Филиппе Ланкастер в Порту в 1387 году.
Внешний облик собора был сильно изменён в эпоху барокко. В 1772 году новый главный портал заменил первоначальный романский; купола башен также были изменены. Около 1732 года итальянский архитектор Николау Назони добавил лоджию на боковом фасаде собора. Во время войны апельсинов, в период битвы при Амаранте, группа испанских солдат захватила собор на непродолжительное время. Мемориальная плита, расположенная за алтарём, призвана напомнить о тех, кто лишился жизни при освобождении собора от захватчиков.
В одной из часовен находится серебряный алтарь, построенный во второй половине XVII века португальскими художниками.

## Галерея

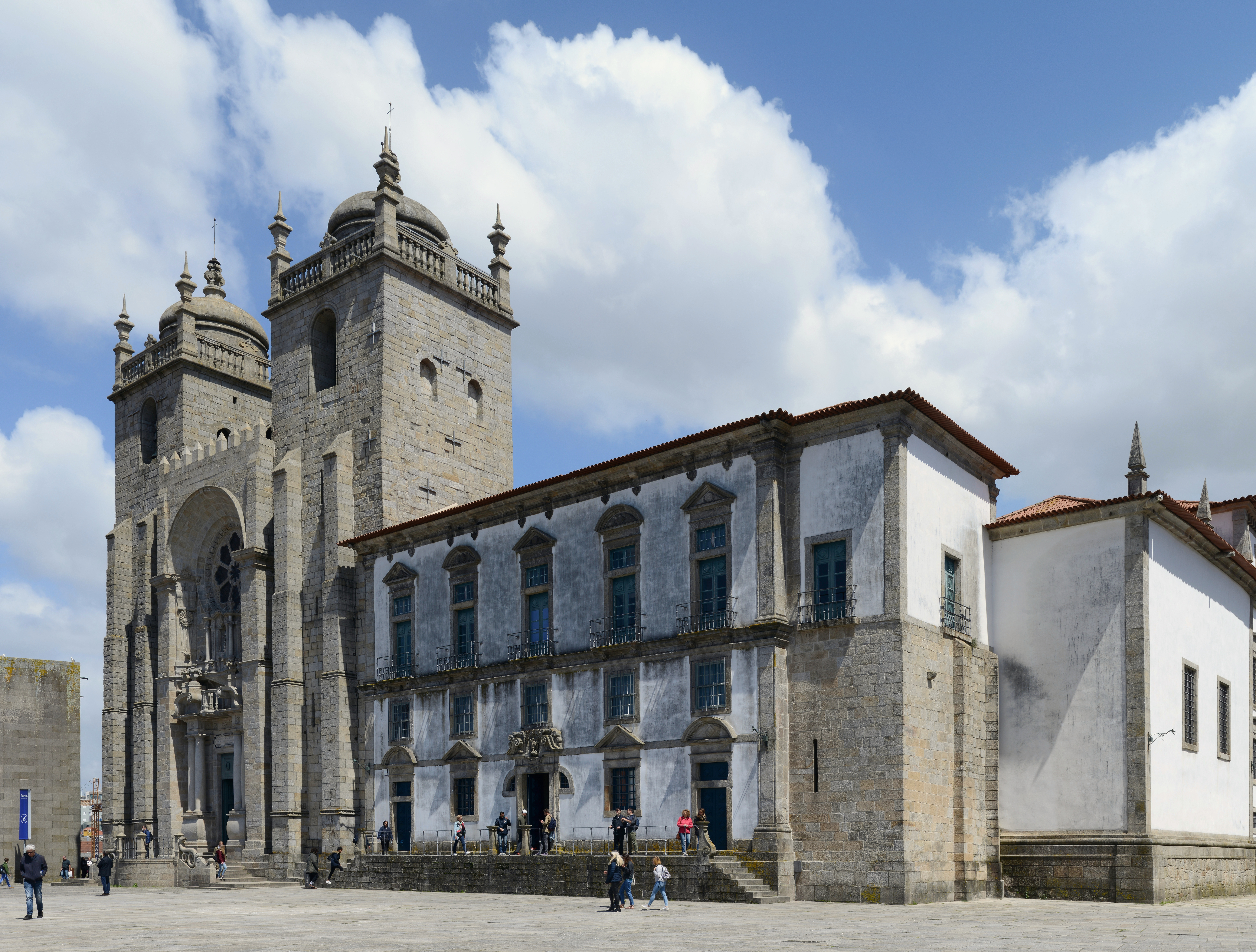
Общий вид
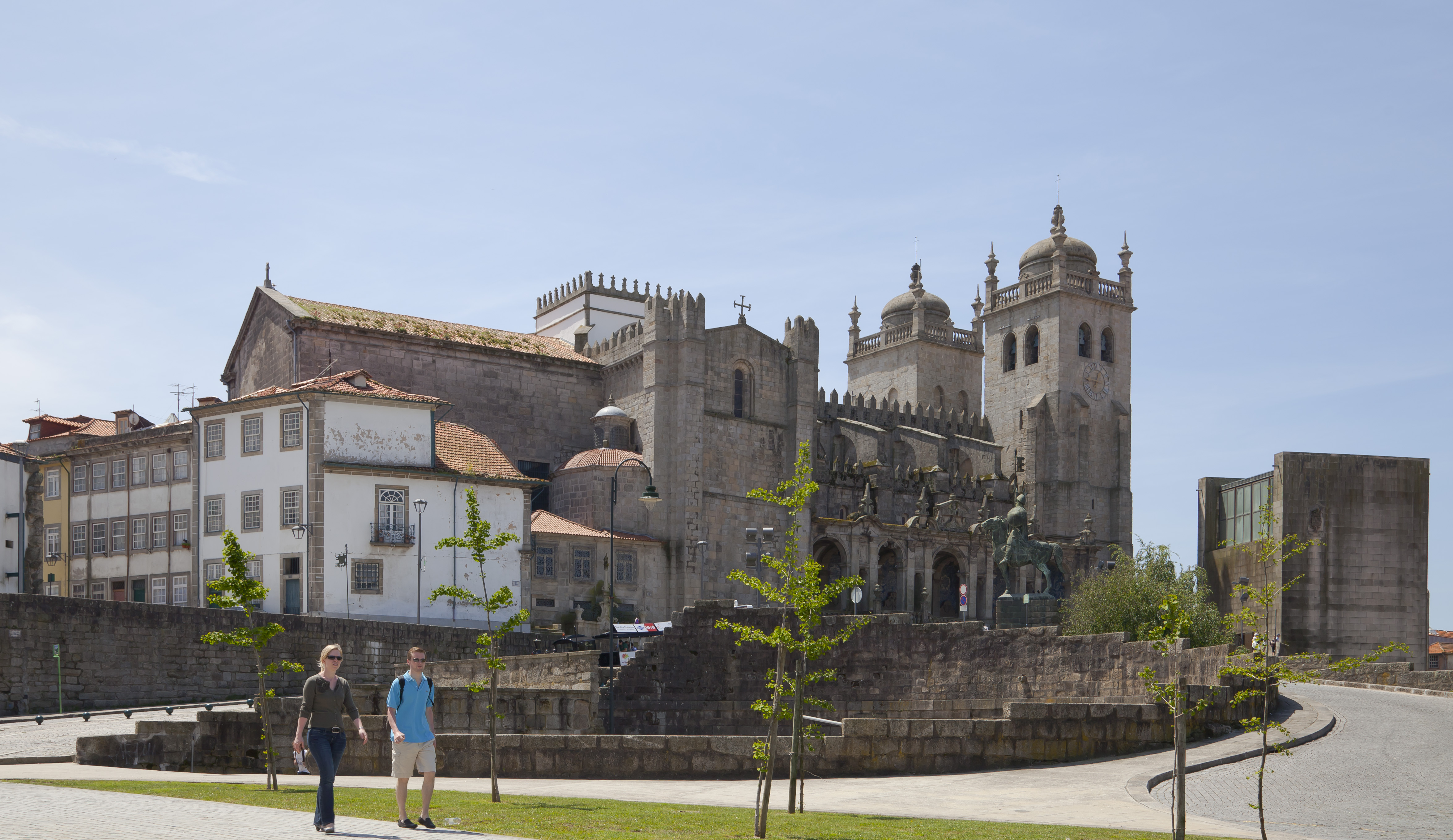
Общий вид
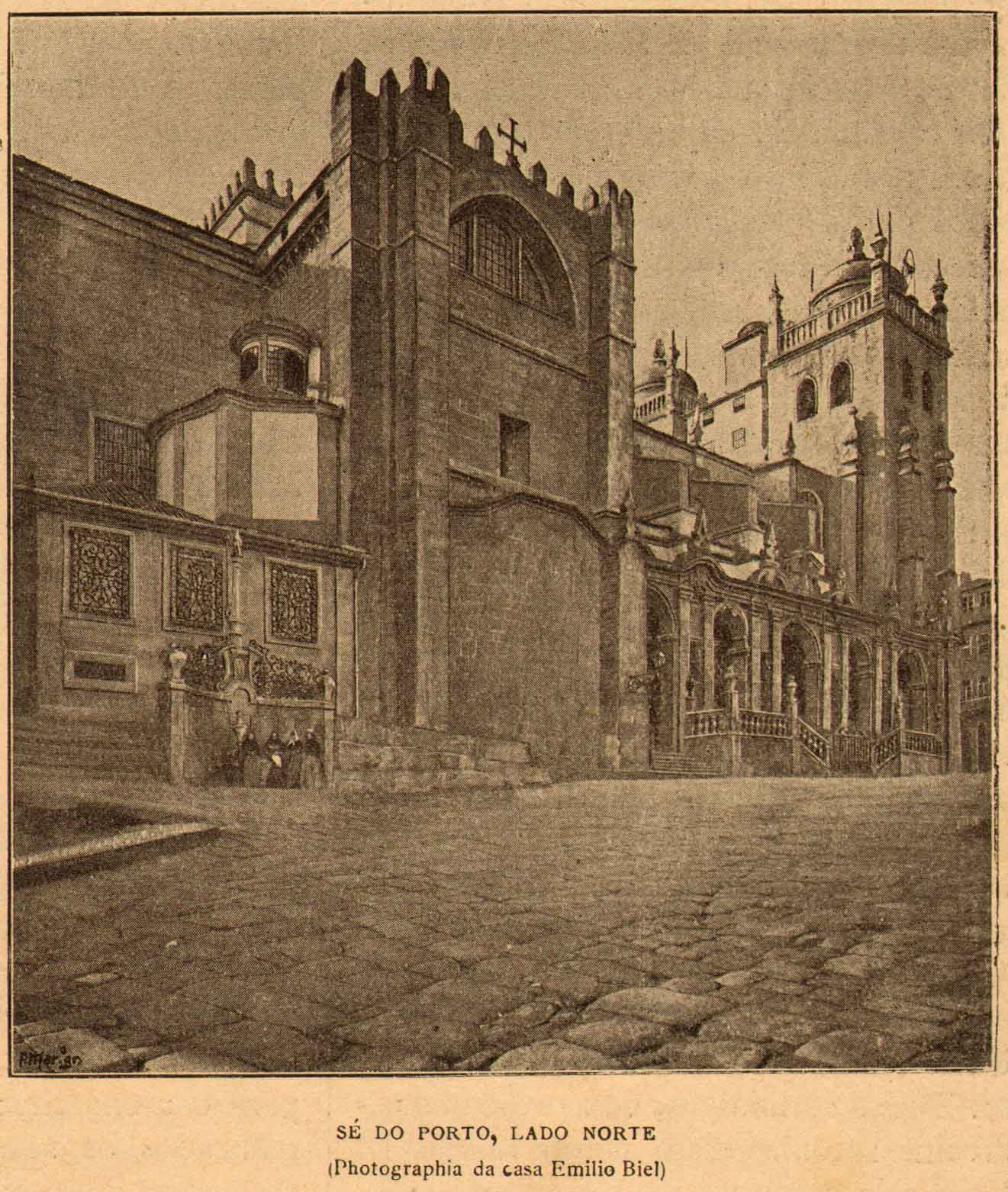
Фотография 1899 года
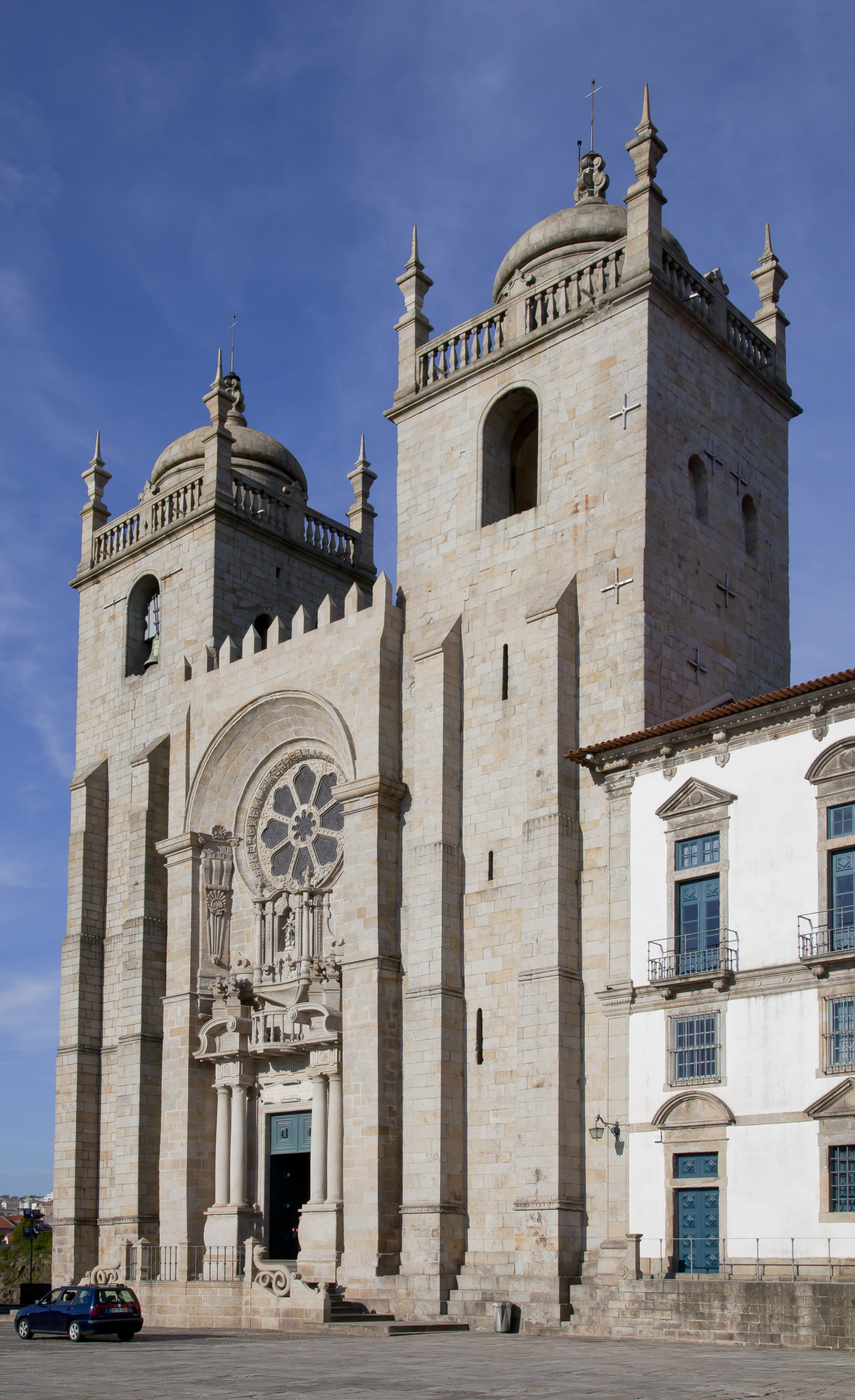
Общий вид
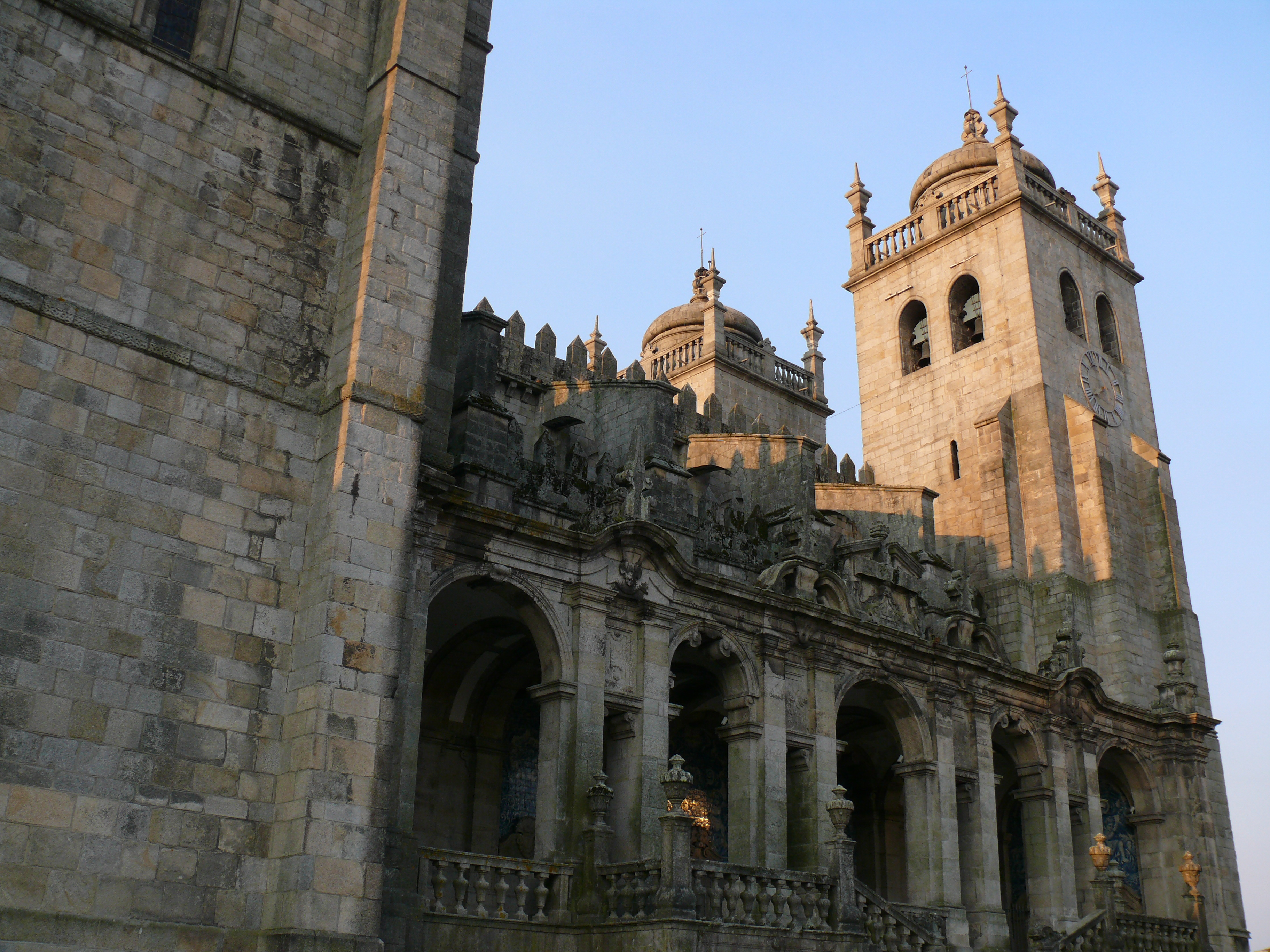
Лоджия бокового фасада
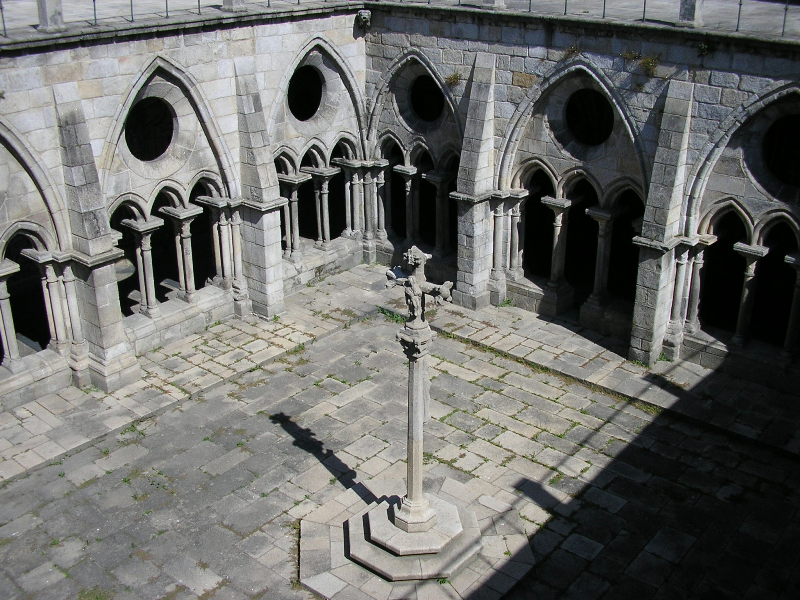
Готический клуатр собора
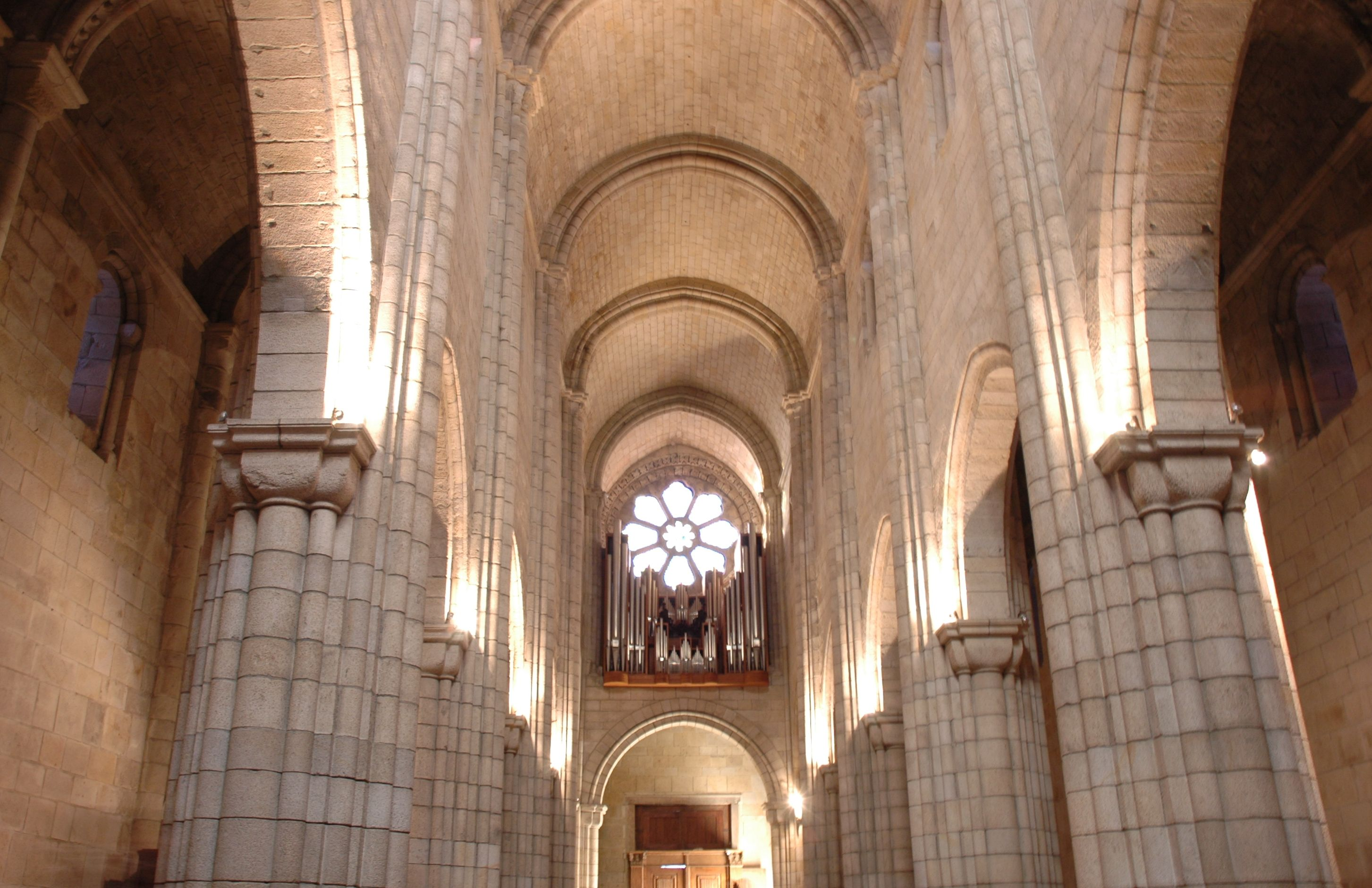
Внутренний вид из окна розы и центральный неф
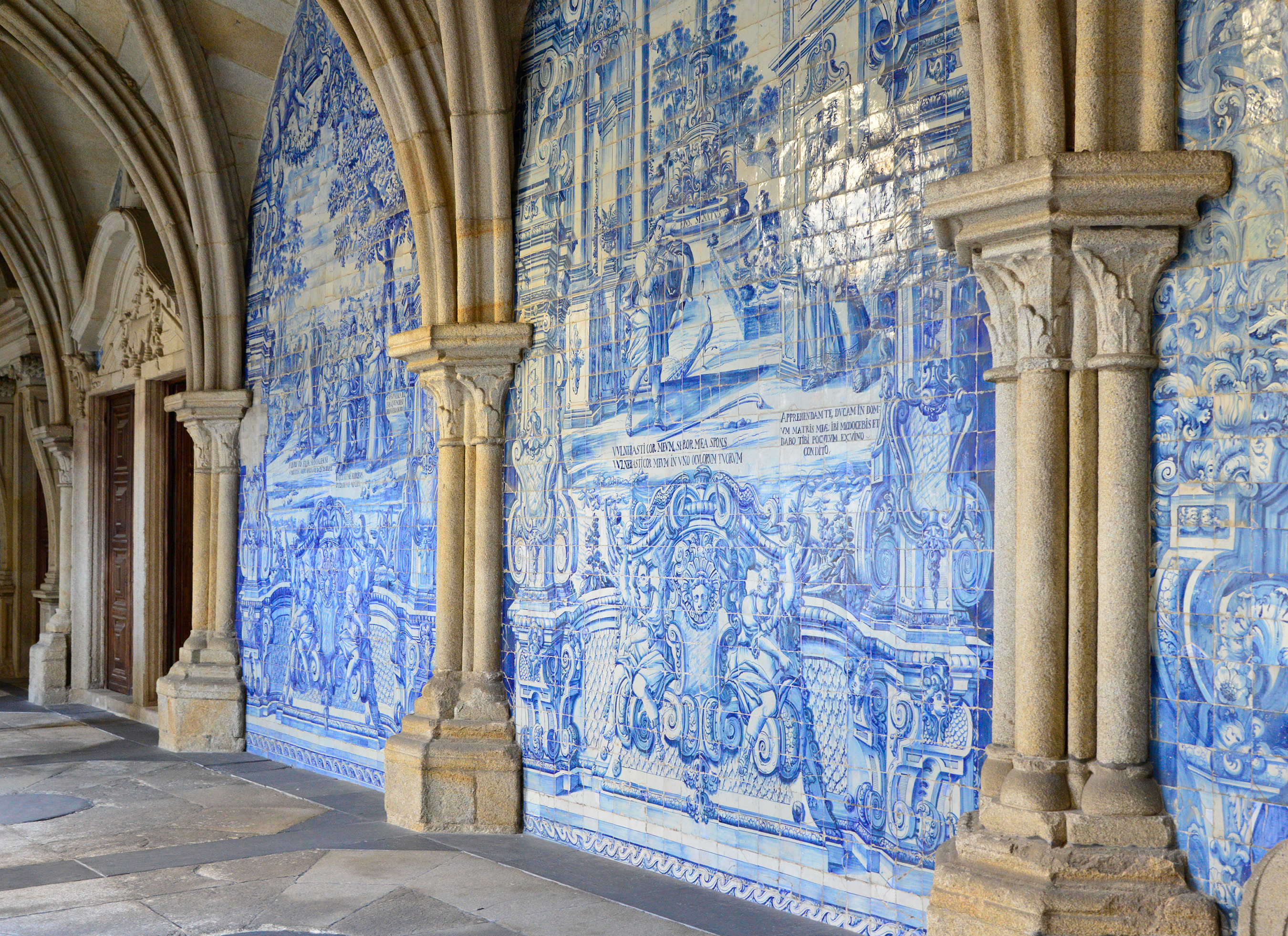
Декорация азулежу